# Заріччя-над-Прутом (ґміна)
Ґміна Заріччя над Прутом (пол. Gmina Zarzecze nad Prutem) — сільська ґміна, що діяла в 1941—1944 роках під німецькою окупацією в Польщі. Центром ґміни було Заріччя над Прутом (Заріччя).
Ґміну Заріччя над Прутом створила німецька влада з територій, окупованих СРСР у 1939—1941 рр., складаючи скасовану ґміну Білі Ослави перед Другою світовою війною та частину (не скасовану) ґміни Яремче (Луг) і Пнів (Лоєва) Надвірнянського повіту Станиславівського воєводства.
Ґміна увійшла до крайсгауптманшафту Станіслав, що належало до дистрикту Галичина Генеральної губернії. До ґміни входили такі села: Білі Ослави, Чорні Ослави, Чорний Потік, Лоєва, Луг і Заріччя над Прутом. Луг і Лойова були ексклавами ґмінами, відділеними від основної частини територією міста Делятин.
Після Ялтинської конференції територія ґміни увійшла до складу Яремчанського району УРСР, крім Лоєви, яка увійшла до Надвірнянського району.